# نگار متحده
نگار متّحده (زادهٔ ۱۳۴۷) منتقد و نظریه‌پرداز فرهنگی فیلم، به‌خصوص در زمینه‌های فمینیستی و مرتبط با خاورمیانه است. او به دلیل فعالیت‌هایش در زمینهٔ انقلاب، اصلاحات، جنبش بابی و تاریخ دورهٔ قاجار در ایران شهرت دارد. او در دانشگاه دوک، دانشیار رشتهٔ ادبیات است.

## زندگی
متحده پس از اخذ کارشناسی (۱۹۹۰) و کارشناسی ارشد (۱۹۹۴)، در سال ۱۹۹۸ مدرک دکترای خویش را از دپارتمان مطالعات فرهنگی و ادبیات تطبیقی دانشگاه مینه‌سوتا اخذ نمود و اکنون با درجهٔ دانشیاری در گروه مطالعات زنان در دانشگاه دوک مشغول تدریس است. وی علاوه بر تحقیق در موضوع مطالعات فرهنگی و ادبیات، در زمینهٔ سینما و فرهنگ بصری خاورمیانه نیز پژوهش می‌کند.
از دیگر فعالیت‌های وی پژوهش در زمینهٔ تعزیه در ایران و همچنین سینمای ایران است.

## آثار
آثار با موضوع تعزیه
- تعزیه، چرخش تاریخی در زندگی هرروزه (به انگلیسی: Ta’ziyeh, A twist of history in everyday life in the book The women of Karbala: ritual performance and symbolic discourses in modern Shi'i Islam)، (ویراستار:) کامران اسکات آقایی، آستین: انتشارات دانشگاه تگزاس، ۲۰۰۵
- رستاخیز، بازگشت، اصلاح: تعزیه به عنوان الگویی برای تاریخ‌نویسی دین باب (به انگلیسی: Resurrection, Return, Reform: Ta'ziyeh as Model for Early Babi Historiography), Iranian Studies 32:3 (Summer 1999), 387-399). Published by: Taylor & Francis, Ltd. on behalf of International Society for Iranian Studies
- کربلا شاهان و شهبانوان را می‌آزارد (به انگلیسی: Karbala Drag Kings and Queens) در «The Drama Review»، زمستان ۲۰۰۵، صص ۷۳–۸۵

سایر آثار
- حکایت جانشین: سینمای ایرانی پساانقلابی (به انگلیسی: Displaced Allegories: Post-Revolutionary Iranian Cinema)، انتشارات دانشگاه دوک، ۲۰۰۸
- نمایش غیرقابل نمایش: تصویر اصلاحات از قجرها تا جمهوری اسلامی ایران (به انگلیسی: Representing the Unpresentable: Images of Reform from the Qajars to the Islamic Republic of Iran)، انتشارات دانشگاه سیراکیوس، ۲۰۰۸
- زندگی رنگ است! به سوی تحلیل فمینیستی فراملیتی گبهٔ محسن مخملباف (به انگلیسی: Life is Color! Towards a transnational feminist analysis of Mohsen Makhmalbaf's Gabbeh. Signs, Special Issue on film feminisms)، ۲۰۰۴
- زنان کیارستمی کجا هستند؟ (به انگلیسی: Where are Kiarostami's women?, 9,400 words Alphabet City)، ۲۰۰۳
- مستقل: خواندن شرح حال ایرانیان در جنگ همه‌جانبهٔ زمان خودمان (به انگلیسی: Off the Grid: Reading Iranian Memoirs in Our Time of Total War)، پروژهٔ تحقیقات و اطلاعات خاورمیانه، سپتامبر ۲۰۰۴
- جمع‌آوری و یادآوری: بر روی مطالعهٔ اوایل تاریخ تصویر متحرک در ایران (به انگلیسی: Collection and Recollection: on studying the early history of the motion pictures in Iran)، فرهنگ بصری عموی اولیه، ژوئن ۲۰۰۸
- باران کریستین جف: عام‌گرایی و جانشینی روایت در سینما (به انگلیسی: Christine Jeff's Rain: Universality and Narrative Displacement in Cinema)، مجلهٔ ورد اوردر، ۳۵(۱)، بهار ۲۰۰۴
- تصویر بعدی انقلاب: در کار شیرین نشاط و گیتا هاشمی (به انگلیسی: After Images of a Revolution: On the Work of Shirin Neshat and Gita Hashemi), Radical History Review, 86. (Spring, 2003). 183-190.
- بدن زنان به عنوان استعاره (به انگلیسی: Female Body as Metaphor)، دانش‌نامهٔ زنان و فرهنگ اسلامی، بهار ۲۰۰۶[۳]

## پی‌نوشت
1. ↑  پاسدار شیرازی، «بررسی تعزیه‌پژوهان ۶: نگار متحده»، انسان‌شناسی و فرهنگ.
2. ↑  پاسدار شیرازی، «بررسی تعزیه‌پژوهان ۶: نگار متحده»، انسان‌شناسی و فرهنگ.
3. ↑  پاسدار شیرازی، «بررسی تعزیه‌پژوهان ۶: نگار متحده»، انسان‌شناسی و فرهنگ.